# Jacques-Edme Dumont
Jacques-Edme Dumont (París, 1761-1844) fou un escultor francès, i fou pare de la compositora i pianista Louise Farrenc.
Fou deixeble de Pajou; aconseguí la pensió de Roma el 1788 i va exposar a París des de 1791 fins al 1824. Esculpí un bust de Mirabeau, un altre del general Marceau (Museu del Louvre), l'estàtua de Malesherbes pel Palau de Justicia de París, Lluís d'Ultramar per l'església de Sant Dionís, i diversos relleus de la Columna Vendôme.
Posseeixen obres d'aquest artista els Museus de Chartres, Rouen, Semur i Versalles.